# Демозапись
Демозапись, также демоальбом — «черновая» фонограмма, предназначенная для демонстрации музыкального материала.

## Происхождение
Чаще всего демозаписи создаются начинающими исполнителями или авторами для представления музыкальным издателям (лейблам), продюсерам и другим лицам, потенциально заинтересованным в публикации музыкального материала или ином сотрудничестве с авторами записи.
Музыканты также используют демозаписи в качестве набросков, которые можно передать другим участникам музыкального коллектива или аранжировщику для дальнейшей проработки исходного музыкального материала.
Композиторы и издатели записывают демозаписи с минимальным аккомпанементом, — как правило, это партии акустической гитары или фортепиано и вокала.
Многие музыканты, имеющие контракты с музыкальными лейблами, записывают демоварианты новых композиций перед записью основного альбома. Такие демо могут использоваться для обмена идеями между участниками группы, для проверки нескольких альтернативных аранжировок композиций или с целью записать большое количество черновых композиций и выбрать те из них, которые войдут в состав альбома.
Демоверсии записываются с минимальным набором инструментов, обычно только с акустической гитарой или фортепиано и вокалом. И Элтон Джон, и Донован в начале своей карьеры записывали демозаписи для других артистов. Так же поступил и Гарт Брукс, который был так впечатлен демозаписью «Friends in Low Places», что попросил выпустить песню сам.
В редких случаях демозапись может оказаться последней выпущенной записью песни, как это было в случае с рок-группой Foster the People и их синглом «Pumped Up Kicks». Марк Фостер сочинил «Pumped Up Kicks» и в течение пяти часов записал её на студии Mophonics. Фостер думал, что записывает демо, и сам сыграл на всех инструментах. В конечном итоге была выпущена именно эта версия. В 1982 году Брюс Спрингстин записал в своей спальне десять демозаписей, которые он намеревался позже записать со своей группой E Street Band, но впоследствии решил, что предпочитает акустические демоверсии, и выпустил их как альбом Nebraska в сентябре 1982 года.
В более андеграундных жанрах музыки, таких как нойз, блэк-метал или панк-рок, демозаписи часто распространяются группами среди фанатов как самостоятельные релизы или продаются по очень низкой цене.
Также иногда демозаписи могут даже не планироваться, а просто появляться, иногда артисты записывают вариант песни и сохраняют, а в дальнейшем дополняют либо редактируют песню, либо же и вовсе перезаписывают. Далее демозапись просачивается в интернет либо же артисты сами ее представляют.